# Sedong Lor
Sedong Lor is een bestuurslaag in het regentschap Cirebon van de provincie West-Java, Indonesië. Sedong Lor telt 3592 inwoners (volkstelling 2010).